# December 2011
| December 2011 |
| Månader under 2011: Januari · Februari · Mars · April · Maj · Juni · Juli · Augusti · September · Oktober · November · December ← December 2010 · Januari 2012 → |

## Händelser

### 4 december
- Val till det ryska parlamentet hålls, där Enade Ryssland behåller regeringsmakten, men anklagas för valfusk.

### 9 december
- Minst 88 människor omkommer i en brand på ett sjukhus i staden Calcutta i Indien. Enligt uppgifterna har patienter blivit rökförgiftade i sömnen.

### 17 december
- Kim Jong Il, 69, nordkoreansk militär, Nordkoreas ledare sedan 1994, avlider.

### 19 december
- Personbilstillverkaren Saab Automobile begär sig via Swedish Automobile i konkurs vid Vänersborgs tingsrätt. [1]

### 24 december
- Omfattande demonstrationer genomförs i Ryssland mot maktpartiet Enade Rysslands valfusk.

### 25–26 december
- Stormen Dagmar drar in över norra och mellersta Sverige och skapar stor förödelse.